# کاریس فن هاوتن

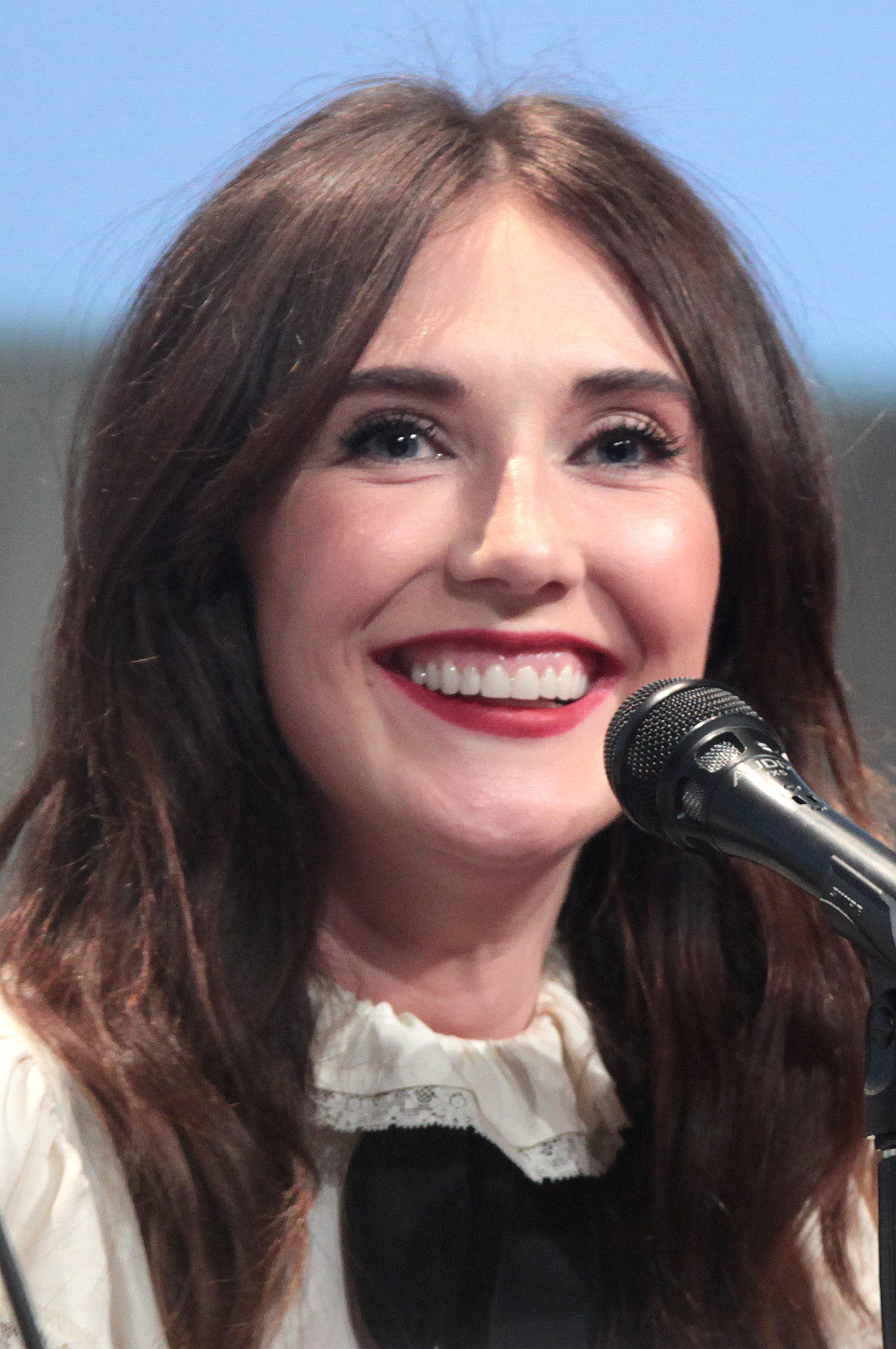
فن هاوتن در سال ۲۰۱۵

کاریس انوک فن هاوتن (هلندی: Carice Anouk van Houten; زاده ۵ سپتامبر ۱۹۷۶) بازیگر هلندی است. او در مجموعه تلویزیونی خیال‌پردازی حماسی بازی تاج‌وتخت در نقش ملیساندره بازی کرده‌است.

## زندگی‌نامه
کاریس فن هاوتن زادهٔ ۵ سپتامبر ۱۹۷۶ در لیدردورپ، هلند جنوبی است. مادر او مارخیه استاسه، در هیئت مدیره تلویزیون آموزشی هلند، و پدرش تئودور ون هوتن، نویسنده و گوینده است. او خواهری کوچکتر از خود با نام جلکا فن هاوتن دارد، که او نیز یک هنرپیشه است. مادر بزرگ پدری او اسکاتلندی بود. کاریس فن هاوتن به دبیرستان St. Bonifatiuscollege در اوترخت رفت، جایی که او به ایفای نقش اصلی در «Tijl Uilenspieghel» اثر هوگو کلاوس و به کارگردانی Ad Migchielsen پرداخت. ون هویتن به‌طور موقت در دانشگاه هنرهای نمایشی ماستریخت مشغول به تحصیل شد، اما پس از گذشت یکسال تحصیلات حرفه‌ای خود را در دانشکده تئاتر واقع در آمستردام ادامه داد.
در ژوئیه ۲۰۱۱، کاریس ون هویتن از فصل دوم مجموعه تلویزیونی بازی تاج و تخت شبکه اچ‌بی‌او، به ایفای نقش شخصیت ملیساندرا می‌پردازد.
در مارس ۲۰۱۶ وی خبر بارداری خود از گای پیرس را اعلام کرد که در اواخر سال ۲۰۱۶ به دنیا خواهد آمد.

## گزیده فیلمشناسی
- کتاب سیاه (۲۰۰۶)
- والکیری (۲۰۰۸)
- مرگ سیاه (۲۰۱۰)
- شرخر (۲۰۱۰)
- پروانه‌های سیاه (۲۰۱۱)
- دسته پنجم (۲۰۱۳)
- مسابقه (۲۰۱۶)
- بریمستون (۲۰۱۶)
- حلول (فیلم) (۲۰۱۶)
- دومینو (۲۰۱۹)
- بازی تاج‌وتخت (۲۰۱۲–۲۰۱۹)
- سیمپسون‌ها (۲۰۱۵)
- مرغ ربات (۲۰۱۶)
- غریز (۲۰۱۹)